# قصر النمر

ساحة قصر النمر 2020

قصر النمر هو قصر ضخم أقيم في مدينة نابلس الفلسطينية في القرن السابع عشر للميلاد. يقع القصر في الجهة الشمالية الشرقية للبلدة القديمة في حارة الحبلة.

## تاريخ القصر
يعود أصل القصر إلى العصر العثماني، حيث قام عبد الله باشا النمر ببنائه بعد أن أُرسل قائداً للحملات العسكرية التركية عام 1657 لقمع الفتن المحلية وتوفير الأمن للمنطقة. وأصبح عبد الله باشا بعد ذلك حاكماً لنابلس وكافلاً لقلعة الكرك، ومن ثم كان مؤسساً لأسرة محلية حكمت نابلس لعدة أجيال، فكان القصر قاعدة لحكمهم في المدينة.
وزار الرحالة النابلسي الشيخ عبد الغني القصر عام 1971، حيث نزل بضيافة علي الشربجي "النمر"، فوصفه وصفاً جميلاً لمعالمه التي توحي قداسة وقدم المكان. أقام فيه المؤرخ النابلسي إحسان النمر، ويتكون القصر من ثلاثة أقسام رئيسية: وهي القصر الكبير الجنوبي، والقصر الصغير الشمالي، وحديقة وبستان القصر في القسم الغربي، وكانت تضم عين للماء. 
القصر الجنوبي: اعتمد تخطيطه على ساحة خارجية أمام بوابته الضخمة في واجهته الجنوبية، على يمين ويسار الساحة يقوم جدارين يتقدم كليهما عتبة طويلة كانت مخصصة لجلوس حراس القصر من خارجه، كما تؤدي البوابة إلى رواق مسقوف يحد جانبيه صفين من المقاعد الحجرية مخصصة للحرس تمثل مرحلة إضافية لحماية القصر، ومن الواجهة الشرقية يتم الدخول الى اسطبل القصر الواسع، وعلى الجهة الغربية تقوم غرف أخرى كانت تستعمل مخازن للسلاح ومكان لمبيت الجنود.
تتقدم البوابة الشمالية ساحة سماوية واسعة مبلطة بالحجر السلطاني، يقع في نهايتها الشمالية ايوان مفتوح على الساحة، يعرف بالإيوان الصيفي وعلى أرضيته بركة ونافورة ماء رخامية، كما يطل ايوان آخر  على الجهة الغربية يتوسط قاعة الديوان الرئيسية، يقابلها قاعة أخرى مخصصة للأعمال الإدارية وضيوف القصر، ومن واجهة الايوان الغربية يتم الدخول إلى حديقة وبستان القصر، وهي حديقة واسعة كانت تزرع فيها أشجار الفاكهة والحمضيات، يتم ريها من عين الماء الموجودة هناك.

## بناء القصر
ينقسم البناء إلى  قسمين: القسم الشمالي وهو القصر الصيفي، والقسم الجنوبي وهو القصر الكبير الذي يتم الدخول اليه من البوابة الرئيسية التي يصل ارتفاعها حوالي أربعة أمتار، وقد كانت ممرا للخيالة وخيولهم، وتتوسطها بوابة أخرى صغيرة تسمى "خوخة" خصصت للمشاة والراجلين.
يتكون القصر من طابقين، الأول عبارة عن ساحة مكشوفة وبركة ماء وإسطبلات خيل، والثاني يتكون من مجموعة كبيرة من الغرف مقسمة إلى جناحين، جناح خاص بالحريم «الحرملك» وجناح خاص بالرجال «السلملك».
تعرض القصر خاصة طابقه العلوي لكثير من الدمار جراء الزلزال الذي ضرب مدينة نابلس سنة 1927، تم إعادة ترميمه بإضافة عدد من الطوابق ليصبح ثلاثة طوابق من قبل الإنجليز، كما تشير الدراسات أن الأمير يوسف النمر (حاكم المدينة آنذاك) اشترى أرضًا عليه بيت وحوله لقصر، ومن المأرجح ان البيت كان مبنى روماني. لم يسلم من التخريب أثناء إجتياح الاحتلال لمدينة نابلس سنة 2002. لا يزال القصر ملكًا لعائلة النمر النابلسية.